# Panulia albifimbria
Panulia albifimbria là một loài bướm đêm trong họ Geometridae.